# Andy Pettitte
Andrew Eugene Pettitte (* 15. Juni 1972 in Baton Rouge, Louisiana) ist ein ehemaliger US-amerikanischer Major League Baseball Pitcher. Zuletzt spielte er im Team der New York Yankees.
In seiner Major-League-Karriere spielte er von 1995 bis 2003 für die Yankees. Dann unterschrieb er bei den Houston Astros und spielte dort von 2004 bis 2006. Im Jahr 2007 wechselte er zurück zu den New York Yankees. Er gewann mit den Yankees fünf Meistertitel und ist der All-Time-Führende der Major League Baseball in Postseason Siegen, mit 18.
Inklusive 2009 ist Pettitte Neunter unter den aktiven Major-League-Spielern in der Kategorie Win-Loss-Percentage (.629), Vierter bei den Siegen (229) und Siebter bei den Strikeouts (2150). Er ist ebenso einer von nur drei aktiven Spielern mit mindestens 200 Siegen und 2000 Strikeouts und einer Winning Percentage über .600. Die anderen beiden sind Randy Johnson und Pedro Martínez. Neben Pettitte (2010) gelangen nur Wei-Yin Chen (2012), Jon Lester (2007), Eric Milton (2002) und Virgil Trucks (1945) ein Post-Season-Spiel über 50 Tage nach einem Sieg in einem Regular-Season-Spiel zu erzielen. Trucks verpasste die Saison 1944 durch seinen Einsatz im Zweiten Weltkrieg und erzielte seinen Post-Season-Sieg erst über zwei Jahre später in der World Series 1945 für die Detroit Tigers gegen die Chicago Cubs zur 1:0-Führung.

## Familie und frühe Karriere
Pettitte ist von italienischer und französischer Abstammung, das jüngste Kind von Tommy und JoAnn Pettitte. Er besuchte die Deer Park High School in Deer Park (Texas). Mit Pettitte war die Schule einen Sieg vom State-Titel entfernt, den sie aber letztlich nicht gewannen.
An der High School lernte er seine spätere Frau, Laura, kennen. Sie haben vier Kinder zusammen. Im MLB Draft 1990 wurde er in der 22. Runde von den Yankees gewählt. Allerdings entschied er sich das San Jacinto College North in Houston (Texas) zu besuchen, wo er acht seiner zehn Decisions gewann.
Am 25. Mai 1991 unterschrieb er bei den Yankees, als Pick im Amateur Draft.

## Profi-Baseball-Karriere

### Minor Leagues
In seiner Minor League Karriere schaffte Pettitte 51 Siege und 22 Niederlagen, mit einer 2.39 ERA bei 113 Starts. Er hatte nie eine Saison mit mehr Niederlagen als Siegen. In der Rookie League hatte er eine 0.98 ERA.

### Major Leagues

#### New York Yankees (1995 bis 2003)
Andy Pettitte gab sein Major-League-Debüt am 29. April 1995 bei den New York Yankees. 1996 schaffte er es in das American League All-Star-Team und wurde hinter Pat Hentgen Zweiter bei der Wahl der American League zum Cy Young Award. Er führte die Liga in Wins (21), war Dritter in der Win-Loss Percentage (.724) und war achter in der AL bei der ERA (3.87). Die Yankees gewannen 1996 den World-Series-Titel. Pettitte hatte einen 1-1 Win-Loss-Record in der Sechs-Spiele-Serie. In Spiel 1 wurden seine Pitches früh hart getroffen und er kam nicht über das dritte Inning hinaus. In Spiel 5 pitchte er besser, gewann das Duell gegen John Smoltz und die Yankees gewannen das Spiel 1-0. Im nächsten Jahr führte Pettitte die Liga in Starts (35), Pickoffs (14) und eingeleiteten Double Plays (36), war Dritter der Liga in gepitchten Innings (240.3; eine Karriere Höchstleistung), Vierter bei der ERA (2.88), Wins (18) und W-L pct. (.720), Sechster in Complete Games (4), Achter in Strikeouts (166), und Zehnter in Walks/9 gepitchten Innings (2.43). 1998 war er Siebter der Liga in Complete Games (5; Karriere Höchstleistung) und Achter in Wins (16). In dieser Saison gewann er seinen zweiten World-Series-Titel mit den Yankees und gewann seinen einzigen Start in der Vier-Spiele-Serie. 1999 gewann er seinen dritten World-Series-Titel.
Der Erfolg der Yankees setzte sich 2000 fort. New York gewann den Titel der American League East um vier Spiele. Pettitte war Dritter in der American League in Wins (19), Sechster in W-L pct. (.679) und Siebter in Complete games (3). Er beendete die Saison mit seinem vierten World-Series-Titel. 2001 wurde er das zweite Mal ins All-Star-Team gewählt. Ebenso wurde er zum ALCS MVP gewählt, nachdem er Spiel 1 und Spiel 5 gegen die Seattle Mariners gewonnen hatte. Er war Dritter in der AL in Strikeouts/9 IP (7.78; Karriere Höchstleistung), Achter in Games started (33) und Neunter in Walks/9 IP (2.16).

#### Houston Astros (2004 bis 2006)

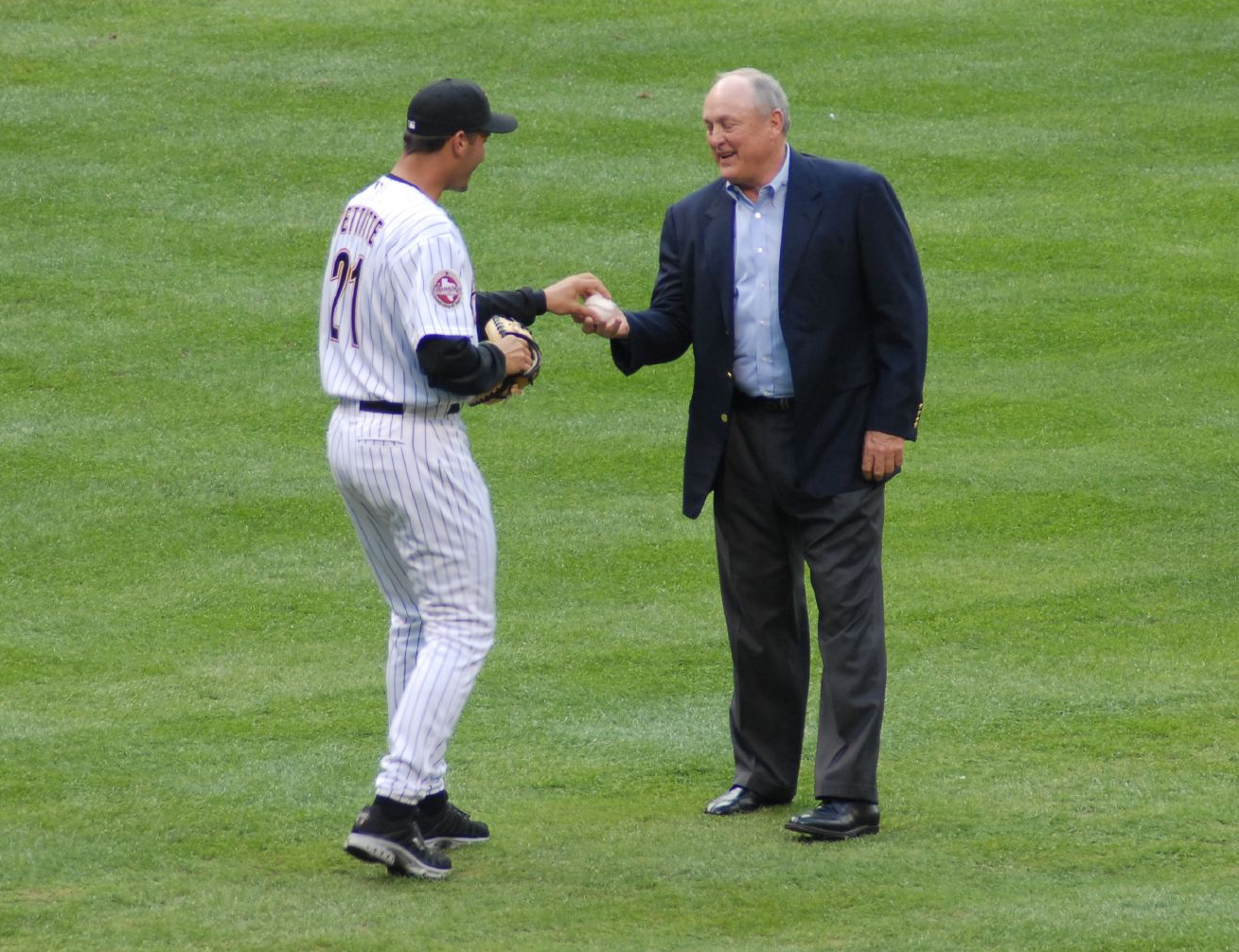
Nolan Ryan und Andy Pettitte

Nach der Saison 2003 verließ Pettitte die Yankees und unterschrieb einen Dreijahresvertrag bei den Houston Astros. In den drei Jahren in Houston verdiente er 31,5 Millionen US-Dollar. Er änderte seine Trikot Nummer zur Nr. 21, zu Ehren von Roger Clemens, der diese Nummer vorher in Boston und Toronto trug. 2004 war seine Saison, in der die Gegner eine .226 Batting Average gegen ihn hatten, wegen einer Ellenbogenoperation verkürzt.
2005 fand Pettitte wieder zu alter Form und half den Astros zum ersten World-Series-Auftritt der Vereinsgeschichte. Seine 2.39 ERA in diesem Jahr war eine Karrierehöchstleistung und die zweitbeste der National League, hinter Teamkollegen Roger Clemens. Er war auch Zweiter der Liga in Walks/9 IP (1.66) und LOB (Runners Left On Base) (79,7 %; Karrierebestleistung), Dritter in Sacrifice Hits (15), Fünfter in Wins (17) und Achter in W-L pct. (.654). Er hielt Linksschlagende Gegner auf einer .200 Batting Average und hatte ein Karriere-Hoch 4.17 K/BB (Strikeout/Walk) Ratio.
2006 war Pettitte 14-13 mit einer 4.20 ERA, die Astros verpassten die Playoffs. Er führte die NL in Starts (35) an, war Siebter in Pickoffs (4), Achter in eingeleiteten Double Plays (26) und Zehnter in Strikeouts (178) und Batters faced (929). Er hielt Gegenspieler auf einer .229 Batting Average, wenn im Inning zwei Outs und Läufer in Scoring Position waren.

#### New York Yankees (2007 bis 2013)

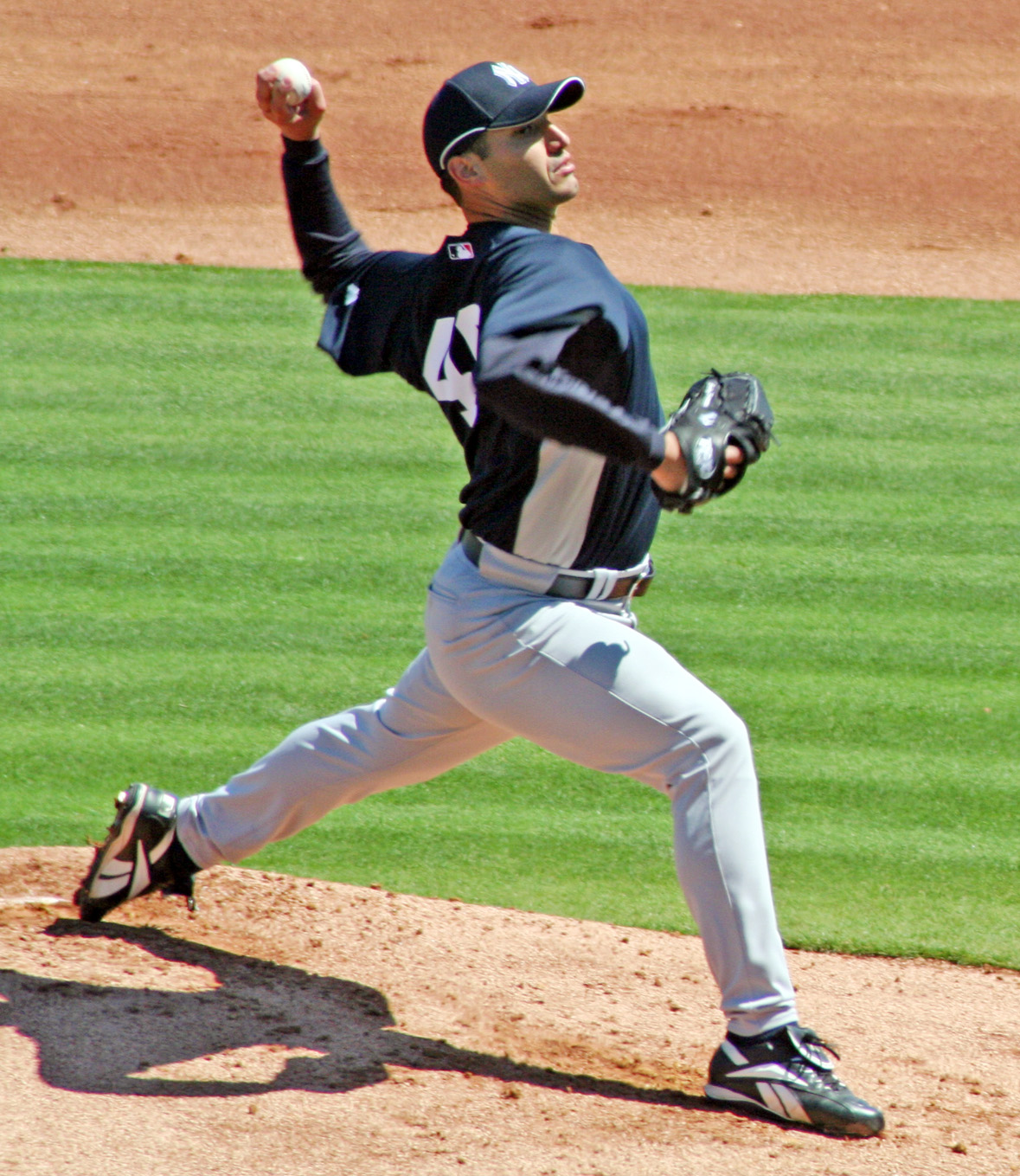
Pettitte beim Spring Training 2007

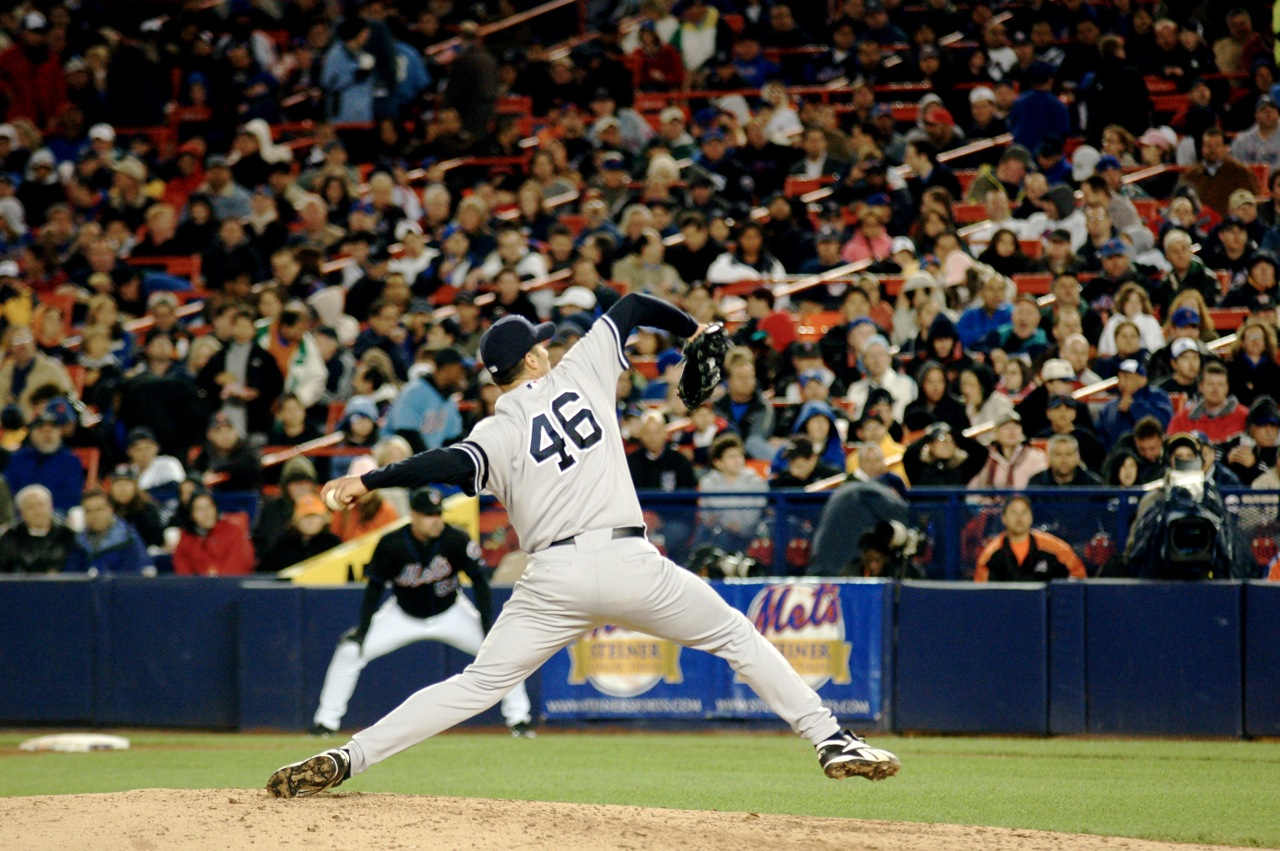
Pettitte pitcht im Shea Stadium 2007

Nach der Saison 2006 verließ Pettitte die Astros und unterschrieb einen Einjahresvertrag über 16 Millionen US$ bei den New York Yankees. Der Vertrag beinhaltete eine Spieler-Option, die es Andy Pettitte erlaubte, auch 2008 in New York zu spielen, für 16 Millionen US$. Pettitte wechselte die Trikot Nummer von der Nr. 21, die er in Houston trug, zurück zur Nr. 46, die er während seiner ersten Zeit bei den Yankees getragen hatte. Am 11. Januar 2007 wurde seine Rückkehr zu den Yankees in einer Pressekonferenz im Yankee Stadium bekanntgegeben.
Nach Pettitte kam auch sein ehemaliger Teamkollege von den Houston Astros, Roger Clemens, zurück zu den Yankees. Beide Spieler verließen die Yankees nach der 2003er-Saison, um für die Astros zu spielen. Im Mai 2007 unterschrieb Clemens ebenfalls bei den Yankees und kam im Juni zurück in die Starting Rotation der Yankees. Einmal mehr pitchten Clemens und Pettitte für dasselbe Team. Pettitte gewann das 200. Spiel seiner Karriere am 19. September 2007.
In der Saison 2007 führte er die American League in Starts (34), war Siebter in Batters faced (916) und war Neunter in Innings Pitched (215.3). Er beendete die Regular Season mit einem 15-9 Win-Loss-Record. Er hatte auch die fünftniedrigste Homerun/9-Innings-Pitched-Rate in der AL (0.67).
Am 5. November 2007 entschied er, die Option für 2008 nicht zu ziehen und wurde Free Agent. Am 1. Dezember 2007 wurde Pettitte ein Schlichtungsspruch des Vertrags angeboten, falls er trotzdem nicht verlängern würde, würden die Yankees Draft Picks bekommen. Am 3. Dezember verkündete Pettitte, dass er auch 2008 für die Yankees pitchen würde. Am 7. Dezember 2007 akzeptierte Pettitte den die Schlichtung. Er unterschrieb einen Einjahresvertrag über 16 Millionen US$ am 12. Dezember 2007. Nachdem sein Name im Mitchell Report aufgetaucht war, räumte Pettitte wenige Tage später ein, 2002 mit Wachstumshormonen (HGH) gedopt zu haben.
Am 21. September 2008 war Andy Pettitte der letzte Starting Pitcher der Yankees im alten Yankee Stadium. Seit der Saison 2009 spielen die Yankees im neuen Yankee Stadium spielen. In diesem letzten Spiel im alten Stadion schaffte er im zweiten Inning den 2000. Strikeout seiner Karriere. Der Strikeout gelang gegen den Catcher der Baltimore Orioles, Ramón Hernández. Pettitte bekam am Ende den Sieg in dem Spiel, ein 7:3-Sieg. Er pitchte fünf Innings. Pettitte führte die Yankees in der Saison 2008 in Innings Pitched (204). In seinen 14 Saisons machte Pettitte durchschnittlich 158 Strikeouts pro Saison, diese Zahl schaffte er auch 2008.
2009 boten die Yankees Pettitte einen Einjahresvertrag über 10,5 Millionen US$, aber Pettitte wies das Angebot zurück, weil er und sein Agent Randy Hendricks dachten, dass der Verdienst zu weit unter den 16 Millionen US$ lag, die er das Jahr zuvor verdient hatte. Am Montag, den 26. Januar 2009 unterschrieb Pettitte einen Einjahresvertrag über 5,5 Millionen US$ mit zusätzlichen möglichen Bonuszahlungen. Mit den Bonuszahlungen kam Pettitte ungefähr auf die zu Beginn angebotenen 10,5 Millionen US$. Er begann die Saison 2009 als der Nr.-4-Starter der Yankees, hinter C.C. Sabathia, A. J. Burnett und Chien-Ming Wang, gefolgt von Joba Chamberlain auf dem fünften Spot der Rotation.
Am 31. August 2009 hielt Pettitte ein Perfect Game für 6 1/3 Innings. Dann machte 3rd Baseman Jerry Hairston Jr. einen Fehler bei einem leichten Ground Ball machte. Der nächste Batter (Nick Markakis), der ohne diesen Fehler in diesem Inning nicht zum Schlagen gekommen wäre, schaffte einen Basehit und beendete den No-Hitter. Am 11. Oktober 2009 war Andy Pettitte der Winning Pitcher in Spiel 3 der American League Division Series (ALDS), in dem die Yankees 4-1 gewannen und damit die Best-of-Five Serie gegen die Minnesota Twins mit 3:0 für sich entschieden und in die American League Championship Series (ALCS) einzogen.
Am 25. Oktober 2009 war Pettitte der Winning Pitcher, als die Yankees die Los Angeles Angels of Anaheim in Spiel 6 der ALCS besiegten und damit in die World Series gegen die Philadelphia Phillies einzogen. Dieser Sieg brachte die Anzahl der Series-Clinching-Wins seiner Karriere auf fünf und damit brach er den Rekord, den er vorher gemeinsam mit Roger Clemens, Catfish Hunter und Dave Stewart gehalten hatte. Am 31. Oktober 2009, in Spiel 3 der World Series, schlug Pettitte ein Single ins Center Field. Durch diesen Hit machte Nick Swisher einen Run und dieser Hit war der erste World Series Basehit von Andy Pettitte. Er war auch der Winning Pitcher in diesem Spiel. Am 4. November 2009 pitchte Pettitte Spiel 6 der World Series 2009 mit nur drei Tagen Pause seit seinem letzten Start. Experten waren kritisch gegenüber der Entscheidung den 37-Jährigen nach kurzer Pause pitchen zu lassen, aber Pettitte war wieder der Winning Pitcher und die Yankees besiegten die Philadelphia Phillies 7-3. Er baute damit seinen Rekord der Series-Clinching-Wins auf sechs aus und baute ebenso seinen MLB-Rekord für die meisten Postseason Siege aus, auf jetzt 18. Er wurde der erste Pitcher in der Geschichte des Major League Baseball, der drei Series-Clinching-Playoff-Spiele in einer Saison startete und gewann. Noch dazu war Pettitte am 27. September 2009, im Spiel gegen die Boston Red Sox, der Winning Pitcher im Division-Clinching-Game. Andy Pettitte wurde am 19. November 2009 Free Agent, nachdem sein Vertrag ausgelaufen war. Er unterschrieb am 9. Dezember 2009 wieder einen Einjahresvertrag bei den Yankees, dieses Mal über 11,75 Millionen US$.
Am 21. September 2013 gab Pettitte bekannt, dass er seine Profikarriere zum Ende der Saison beenden möchte, da er sich physisch und mental verausgabt habe und es jetzt genau der richtige Zeitpunkt sei.